# Bad Gandersheim

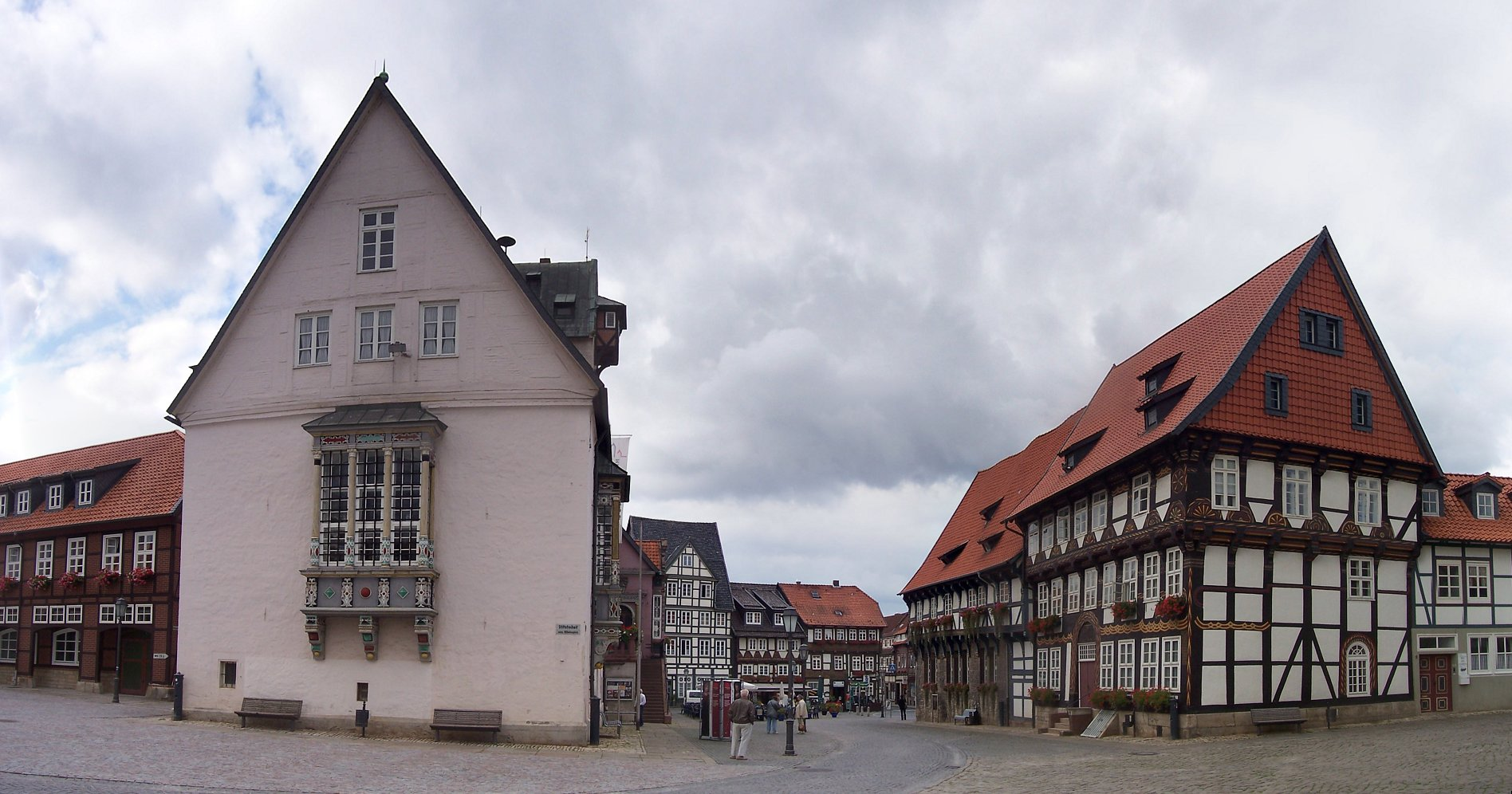
Links: Rathaus
Mitte: Marktplatz
rechts: Bracken und Rickesches Haus (vorne)

Bad Gandersheim (bis 1932 Gandersheim) ist eine Kurstadt im niedersächsischen Landkreis Northeim. Die Stadt, deren Namensbestandteil Bad sich auf ihr Soleheilbad bezieht, liegt westlich des Harzes. Nach der Dichterin Roswitha von Gandersheim wird die Stadt auch „Roswithastadt“ genannt.

## Geographie

### Lage
Die Stadt Bad Gandersheim liegt zwischen Leinebergland, Weserbergland und Harzvorland im Tal des Flusses Gande, in den im Stadtgebiet die Eterna mündet. Im Norden liegt der Höhenzug Heber. Das Stadtgebiet ist überwiegend bergig. Etwa zehn Kilometer östlich der Stadt beginnt der Harz, fünf Kilometer westlich liegt das Leinetal.
| Alfeld (Leine) 23 km | Hildesheim 40 km                            | Bockenem 26 km         |
| Holzminden 51 km     | Kompassrose, die auf Nachbargemeinden zeigt | Seesen 14 km           |
| Einbeck 19 km        | Göttingen 46 km                             | Osterode am Harz 29 km |

* Entfernungen sind gerundete Straßenkilometer bis zum Ortszentrum.

### Stadtgliederung
Bad Gandersheim besteht neben der Kernstadt aus folgenden Stadtteilen:
- Ackenhausen
- Altgandersheim
- Clus
- Dankelsheim
- Dannhausen
- Ellierode
- Gehrenrode
- Gremsheim
- Hachenhausen
- Harriehausen
- Heckenbeck
- Helmscherode
- Seboldshausen
- Wolperode
- Wrescherode

## Geschichte

### Mittelalter

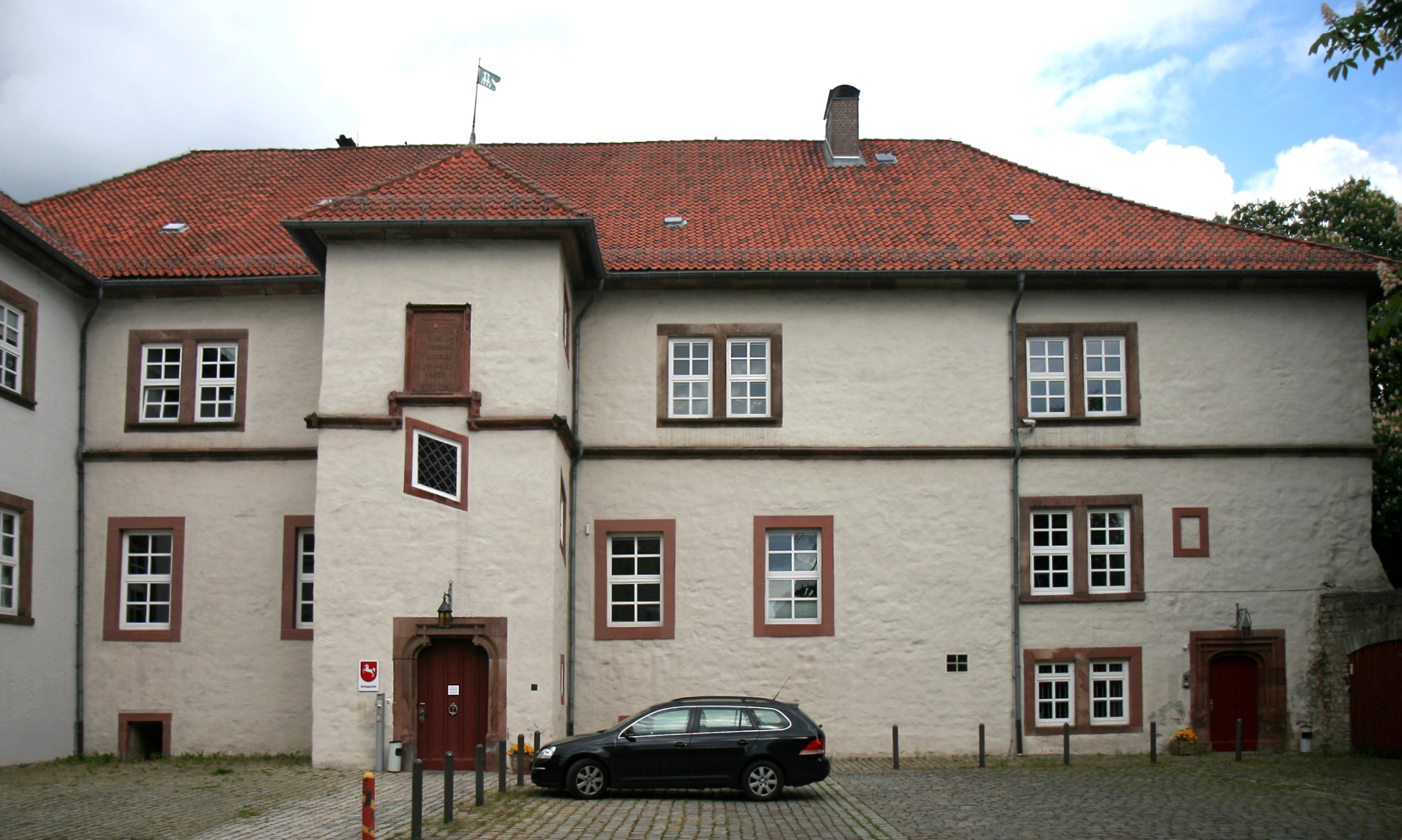
Die frühere Burg Gandersheim, heute Sitz des Amtsgerichts

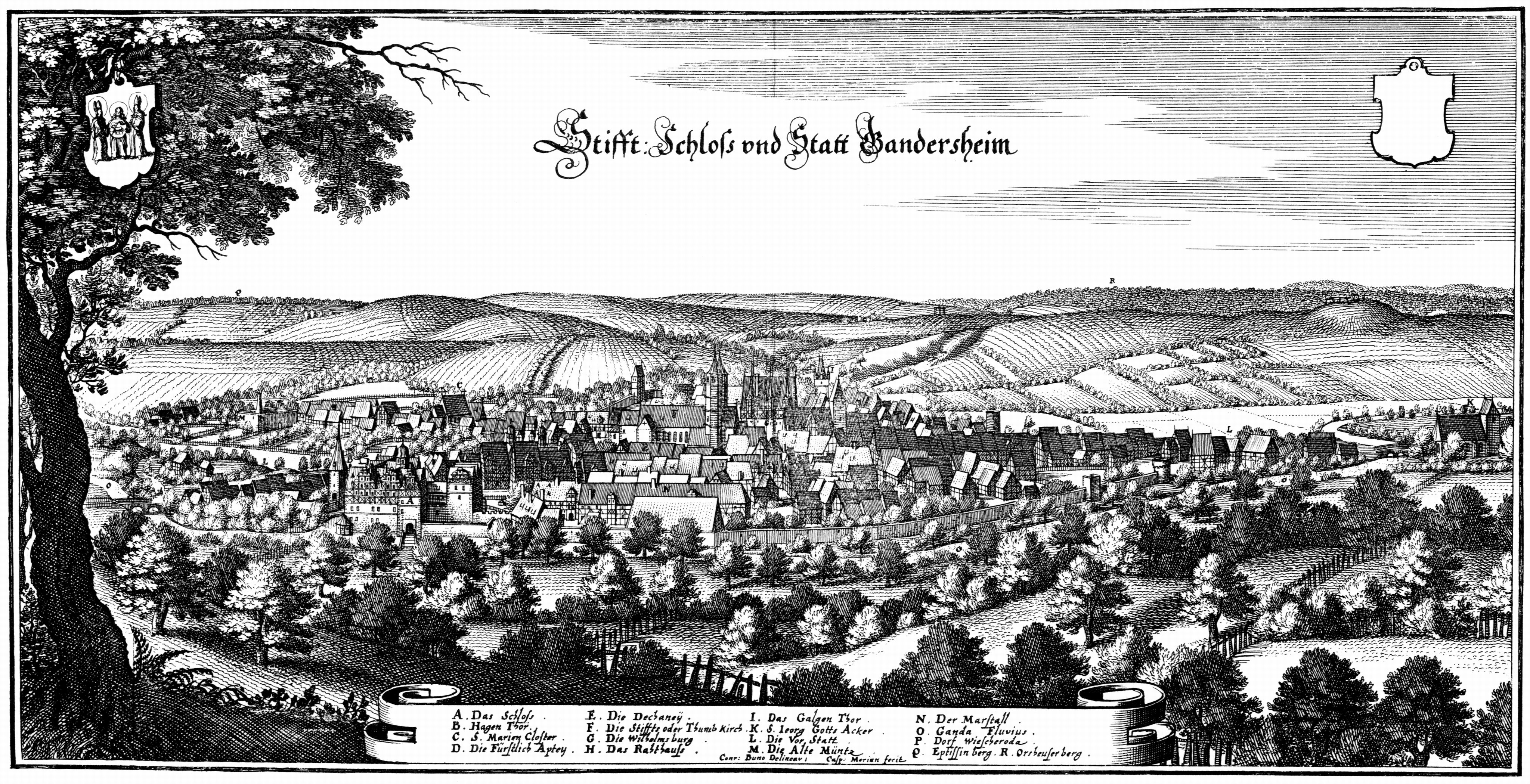
Merian-Stich um 1654 von Gandersheim

Das Stift Gandersheim wurde 852 von Sachsenherzog Liudolf, dem Namensgeber der Liudolfinger, gegründet. Es handelte sich um ein Frauenstift, das seit 877 reichsunmittelbar war. Bereits in früherer Zeit bestand eine Kaufmannsniederlassung (der Wiek) an der Stelle der heutigen Georgskirche. Die Stadt erlebte eine Blütezeit unter den Liudolfingern im 10. Jahrhundert. Zu dieser Zeit lebte auch die Dichterin Roswitha von Gandersheim. Das Markt-, Münz- und Zollrecht wurde ihr 990 von der Kaiserin Theophanu im Namen ihres (unmündigen) Sohnes Otto III. verliehen.
Um 1300 wurde die herzoglich-braunschweigische Burg Gandersheim als Gegenpunkt zum Stift errichtet. 1329 kauften sich die Bürger der Stadt endgültig aus ihrer Abhängigkeit vom Stift frei (Magna Charta Gandershemensis). Die drei Machtzentren Stift, Stadt und Burg waren künftig für Gandersheim bestimmend.

### Neuzeit
1568 wurde auf Betreiben des Herzogs Julius von Braunschweig die Reformation auch für das Stift durchgeführt. Eine weitere Blüte erlebte das Stift im Barock unter der Äbtissin Elisabeth von Sachsen-Meiningen (Äbtissin von 1713 bis 1766). Mit dem Reichsdeputationshauptschluss verlor das Stift 1803 seine Unabhängigkeit und wurde 1810 nach dem Tod der letzten Äbtissin ganz aufgelöst. Das Vermögen ging an das Königreich Westphalen. Das Stift bestand zunächst als evangelisches Damenstift fort, die Territorien fielen an den Herzog von Braunschweig.
Stadtbrände ereigneten sich 1580, als die damalige Stadtkirche St. Mauritius zerstört wurde, und 1833. Zudem kam es im Dreißigjährigen Krieg zu erheblichen Verwüstungen, sodass von der ursprünglichen Stadtbefestigung nur Reste vorhanden sind.
1833 wurde der Landkreis Gandersheim gegründet und 1977 im Wesentlichen auf die Landkreise Goslar und Northeim aufgeteilt. 1878 wurde das erste Solebad in Gandersheim gegründet, und der Kurbetrieb setzte langsam ein. Nach dem Ersten Weltkrieg begann eine professionelle Fremdenverkehrswerbung und ab 1932 durfte die Stadt sich „Bad“ Gandersheim nennen. Zur Entwicklung des Postwesens in Gandersheim siehe: Postroute Braunschweig–Göttingen
1936 wurde auf dem kleinen Osterberg über der Stadt eine NSKK-Motorsportschule eröffnet; diese war nicht die einzige im deutschen Reich, galt aber als Vorzeigeeinrichtung ihrer Art.
1944 wurde im ehemaligen Kloster Brunshausen bei Gandersheim das KZ Bad Gandersheim als Außenlager des KZs Buchenwald errichtet, in dem hunderte Häftlinge unter unmenschlichen Bedingungen leben mussten. Sie mussten Zwangsarbeit im zu den Heinkel-Werken gehörenden Flugzeugwerk und in einem nahegelegenen Steinbruch verrichten. Der französische Schriftsteller Robert Antelme, der dort interniert war, schildert das Leben und Sterben im Lager Gandersheim eindringlich in seinem Werk Das Menschengeschlecht. Außerdem existierte in Bad Gandersheim der Betrieb Gandersheimer Flachsröste GmbH, der 1935 als Zweigbetrieb der Deutschen Flachsbau GmbH Berlin gegründet wurde und sich bald zur größten Flachsröste im Deutschen Reich entwickelte. Mit der Weiterverarbeitung von Rohstoffen zu Garnen und Stoffen, unter anderem zur Verwendung für Fallschirme, zählte die Einrichtung in der NS-Kriegswirtschaft zu den kriegswichtigen Betrieben, die beim Arbeitseinsatz nachdrücklich zu unterstützen waren. Die Gandersheimer Flachsröste verfügte in der Karl-Dinklage-Straße im Gandersheimer Stadtgebiet über ein eigenes Lager für Zwangsarbeiter. Spätestens ab Mai 1940 wurden in der Flachsröste 40 Polinnen, die zwischenzeitlich im Lager Meierhof wohnten, später noch 20 Russinnen und 15 Ukrainerinnen eingesetzt. Diese wohnten in der örtlichen Molkerei, da im Zwangsarbeiterlager zu diesem Zeitpunkt noch Kriegsgefangene untergebracht waren. Einwohnermeldekarten bezeugen für den Zeitraum zwischen 1940 und 1945 den Einsatz von mindestens 51 osteuropäischen „Zivilarbeiterinnen“ und „Zivilarbeitern“ in der Flachsröste.

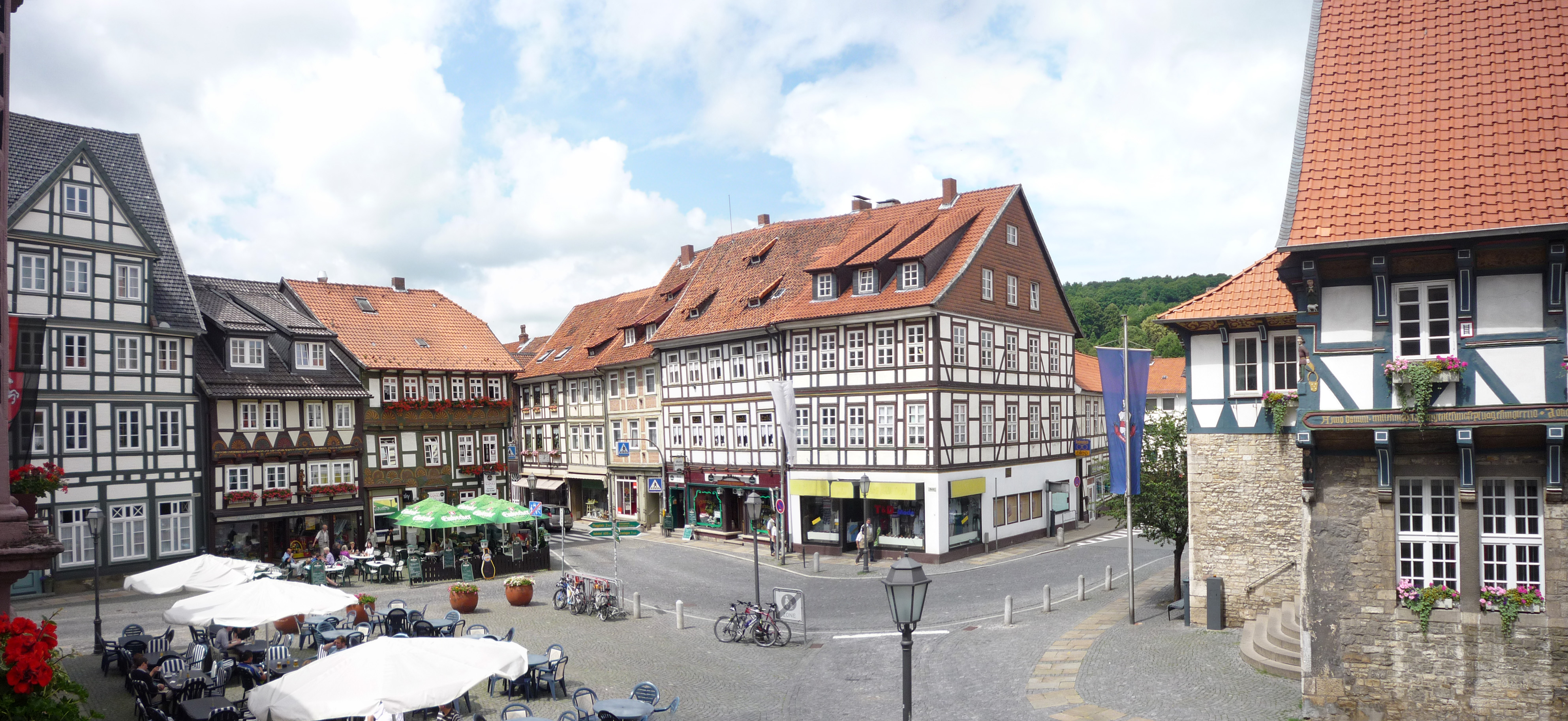
Marktplatz
links: Hotel „Weißes Roß“, Nr. 2, Haus „Zur Ecke“
rechts: „Bracken“

Nach dem Zweiten Weltkrieg wurden zahlreiche Heimatvertriebene vor allem aus Schlesien im Stadtgebiet angesiedelt. Deshalb wurde in den 1950er Jahren eine neue katholische Kirche in der Innenstadt errichtet. Der angrenzende ehemalige Domänenhof des Stiftes wurde zu einem zentralen Busbahnhof umgebaut. An dessen südlicher Seite wurde für die evangelische Stiftskirchengemeinde auf dem Gelände des ehemaligen Kreuzgangs des Klosters das Martin-Luther-Haus als modernes Zentrum der Kirchengemeinde gebaut.
Vor allem in den 1960er, 1970er und 1980er Jahren wurde der Kurbetrieb in der Stadt Bad Gandersheim maßgeblich erweitert. Zahlreiche neue Kuranlagen mit Sole-Trinkpavillon, Wassertretbecken, Musikpavillon, Kleingolfanlage und Naturwanderwegen wurden angelegt. Daneben wurden ein neues Kurhaus und ein halbes Dutzend Kurkliniken am Rande der Parkanlagen errichtet. Der Kurbetrieb wurde zum wichtigsten Wirtschaftsfaktor der Stadt und des Umlandes.
Neben dem Kurbetrieb sind die seit 1959 regelmäßig stattfindenden Domfestspiele ein wichtiger Faktor mit großer Außenwirkung – sowohl touristisch als auch kulturell. Sie entstanden 1952 aus den Feierlichkeiten zum Jubiläum 1100 Jahre Stift Gandersheim und haben sich mit inzwischen jährlichen Aufführungen zu einem beliebten Freilichttheater direkt vor dem großen Eingangsportal des Doms entwickelt. Bemerkenswert sind die Aufführungen klassisch-moderner Stücke mit einer i.d.R jungen und engagierten Schauspieltruppe, deren Begeisterung am Spiel sich schnell auf die Zuschauer überträgt. Regie und Choreografie spielen hierbei eine nicht unwesentliche Rolle zum Erfolg.
In den 1990er Jahren wurde die gesamte Innenstadt umgestaltet: Am Markt und neben der Stiftskirche gibt es seitdem eine kleine Fußgängerzone. Außerdem wurde die Moritzstraße – die Haupteinkaufsstraße der Stadt – verkehrsberuhigt; etliche Gebäude des historischen Stadtkerns wurden saniert. Hinzu kamen zwei Naturlehrpfade im Bad Gandersheimer Norden, der Bergkurpark in steiler Hanglage, und ein Weg durch ein Feuchtgebiet mit hölzernem Beobachtungsturm.
In jüngster Zeit wurde der innerstädtische Park Plangarten unter anderem mit einem großzügigen Spielplatz neu gestaltet.

### Eingemeindungen
Am 1. März 1974 wurden die Gemeinden Ackenhausen, Altgandersheim, Clus, Dankelsheim, Dannhausen, Ellierode, Gehrenrode, Gremsheim, Hachenhausen, Harriehausen (bisher im Landkreis Osterode am Harz), Heckenbeck, Helmscherode, Seboldshausen, Wolperode und Wrescherode eingegliedert.

## Religionen

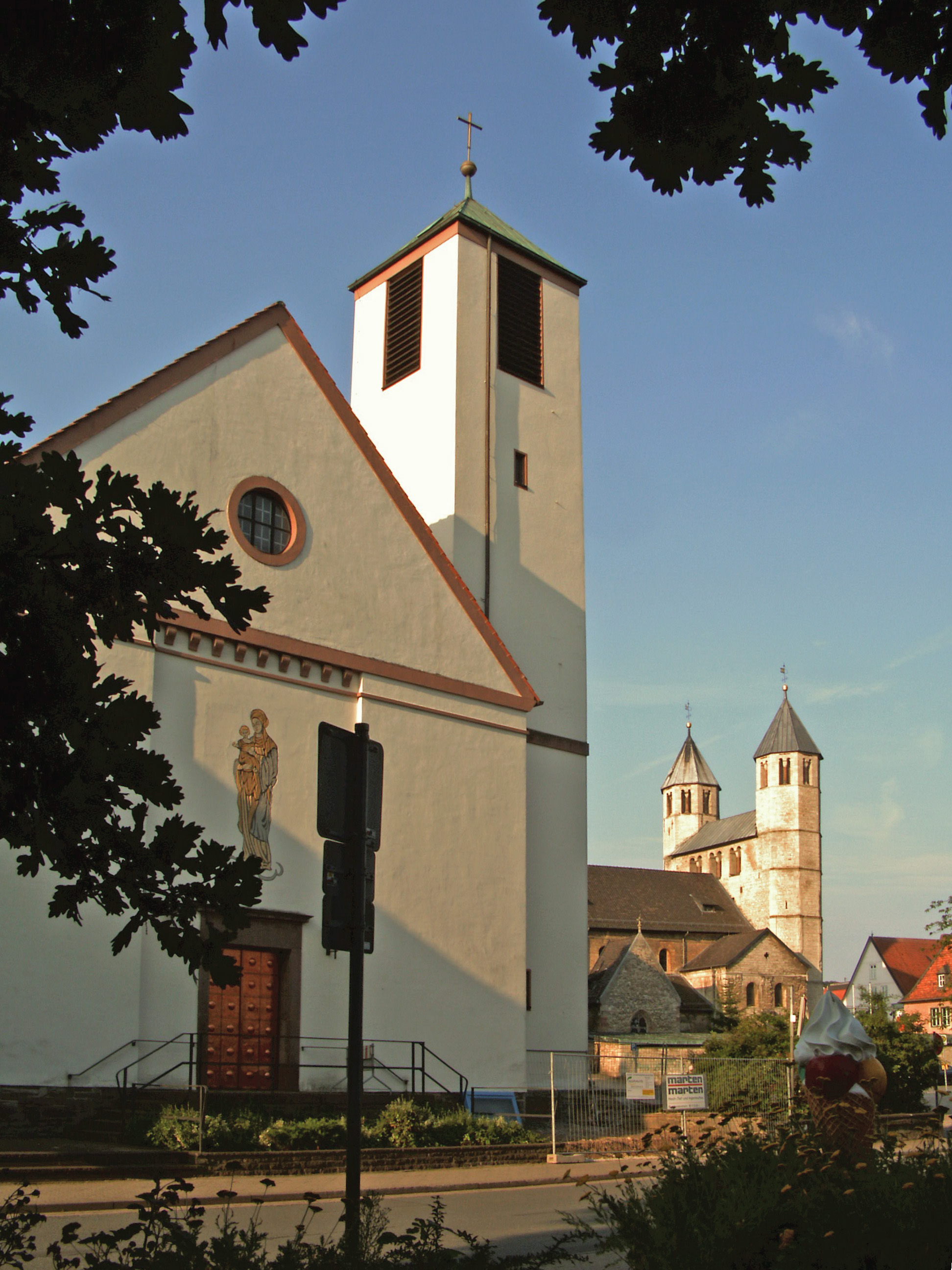
Katholische Kirche, hinten evang. Stiftskirche

Im Mittelalter gab es in und bei Gandersheim fünf Klöster: Stift Gandersheim, Kloster Brunshausen, Kloster Clus, Marienkloster und ein Kloster der Franziskaner.
Die Bewohner der Stadt sind seit der Reformation mehrheitlich evangelisch-lutherisch. Ihre evangelische Pfarrkirche ist seit der Säkularisierung 1810 die Stiftskirche.
1953 wurde in unmittelbarer Nähe der Stiftskirche die neue katholische Kirche Mariä Himmelfahrt gebaut, zu der heute (einschließlich der umliegenden Dörfer) 1800 Gemeindemitglieder gehören.
Zudem gibt es eine Freie evangelische Gemeinde (FeG) und die Agape-Gemeinde, die dem Bund Freikirchlicher Pfingstgemeinden angehört.
Seit 1987 befindet sich auf dem Osterberg im Kasernengebäude der ehemaligen Zollschule Bad Gandersheim, das von 1936 bis 1945 als Motorsportschule des Nationalsozialistischen Kraftfahrkorps (NSKK) genutzt wurde, das Glaubenszentrum Bad Gandersheim. Es bezeichnet sich als konfessionsübergreifendes Glaubenswerk und kann der charismatisch-evangelikalen Richtung zugeordnet werden.
Die Neuapostolische Kirche in der Neuen Straße 32 wurde 2007 geschlossen.

## Politik

### Stadtrat
Der Rat der Stadt Bad Gandersheim besteht aus 20 Ratsfrauen und Ratsherren. Auf Grund der Einwohnerzahl der Stadt würde der Rat eigentlich eine Zahl von 24 Mitgliedern umfassen. Allerdings hat der Rat der Stadt in der letzten Legislatur von der Möglichkeit der Reduzierung der Ratsmandate gem. § 46 Abs. 4 NKomVG auf 20 Gebrauch gemacht. Die Ratsmitglieder werden durch eine Kommunalwahl für jeweils fünf Jahre gewählt. Neben den 20 in der Gemeinderatswahl gewählten Mitgliedern ist außerdem der Bürgermeister im Rat stimmberechtigt.
Aus dem Ergebnis der Kommunalwahl 2021 ergab sich folgende Sitzverteilung:
| Stadtrat 2021Insgesamt 20 Sitze - SPD: 8 - Grüne: 3 - Porde: 1 - FDP: 1 - CDU: 6 - Klein: 1 |

### Bürgermeister
Derzeit amtierender Bürgermeister ist seit 2024 Niklas Kielhorn (SPD).
Bisherige Bürgermeister:
- 1851–1855: Karl Stegemann (1803–1887)
- 1898–1919: Friedrich von Ernst (1850–1928)
- 1919–1924 Wilhelm Gräfer (1885–1945)
- 1924–1933 Friedrich Homann (1891–1972)
- 1933 Albert Schneider (NSDAP)
- 1933–1935 Heino Rühling (1890–1940) (NSDAP)
- 1935–1945 Rudolf Reupke (1897–1960) (NSDAP)
- 1945 Wilhelm Brandes (1883–1962)
- 1945–1946 Rudolf Cahn von Seelen (1904–1992)
- 1946 Robert Urban (1915–1991)
- 1946–1948: Wilhelm Rohmeyer (1893–1964)
- 1948–1952: Wilhelm Brandes
- 1952–1957: Hermann Cramme (1907–1983) (CDU)
- 1957–1961: Wilhelm Muhs (1910–1982) (SPD)
- 1961–1968: Hermann Cramme (CDU)
- 1968–1970: Hans-Dieter Gottschalk (1933–2005)
- 1970 Hans Meier (1912–1991)
- 1970–1974: Klaus Büsselmann (1929–2001) (SPD)
- 1974–1986: Heinz Köhler (1919–2010) (CDU)
- 1986–1991: Uwe Schwarz (* 1957) (SPD)
- 1991–1996: Rudolf Hermes (* 1941) (CDU)
- 1996–2001: Uwe Schwarz (SPD)
- 2001–2014: Heinz-Gerhard Ehmen (parteilos)
- 2014–2024: Franziska Schwarz (SPD)
- seit 2024: Niklas Kielhorn (SPD)

Dass Amt des Bürgermeisters gemäß der Niedersächsischen Gemeindeordnung wurde ab 1945 bis 2001 ehrenamtlich besetzt.
Das Verwaltungsgericht Göttingen erklärte 2024 auf die Klage eines unterlegenen Bewerbers die Bürgermeisterwahl vom September 2021 für ungültig. Die damals amtierende Bürgermeisterin Franziska Schwarz habe durch Gespräche mit Bürgern „über den Gartenzaun“, als wegen der COVID-19-Pandemie keine Wahlkampfveranstaltungen stattfinden durften, verdeckt Wahlkampf geführt und gegen ihre Neutralitätspflicht verstoßen. Das Niedersächsische Oberverwaltungsgericht lehnte eine Berufung von Schwarz ab und bestätigte die Entscheidung des Verwaltungsgerichtes mit Beschluss vom 18. September 2024. Nach dem Niedersächsischen Kommunalrecht muss demnach binnen sechs Monaten eine Neuwahl stattfinden.

### Ehemalige Stadtdirektoren
- 1947–1970: Rudolf Cahn von Seelen (1904–1992)
- 1970–1993 Hans-Dieter Gottschalk (1933–2005)
- 1993–2001 Heinz-Gerhard Ehmen

### Wappen
| | Blasonierung: „In Gold ein blauer Helm mit abhängenden schwarzen Bändern, darauf zwei mit grünen Pfauenfedern besteckte schwarze Hörner; unten eine heraldische blaue Lilie.“ |
| Wappenbegründung: Seit 1906 entspricht das Wappen wieder dem Bild im Schild des ersten Stadtsiegels, das wohl kurz nach 1300 entstanden und seit 1335 nachweisbar ist. Das wenig spätere kleine Siegel lässt nur die Lilie weg, die vermutlich als Zeichen des Fürststifts galt. Helm und Helmzier sind die der Herzöge von Braunschweig-Lüneburg und kommen ebenso in den Siegeln Ottos des Strengen von 1323 ab vor. In den Stadtsiegeln des 18. Jahrhunderts steht ein Stechhelm mit der damaligen fürstlichen Helmzier (mit einzelnen Pfauenfedern besteckte, gezähnte Sicheln). Im 18. und 19. Jahrhundert verwendete man auch nur den gekrönten Anfangsbuchstaben „G“ in Siegeln und sonstigen Wiedergaben. | |

### Flagge
Die Stadtflagge ist Schwarz – Gelb (1:1) längsgestreift und mittig mit dem Wappen der Stadt belegt.

### Städtepartnerschaften
Städtepartnerschaften mit:
- Rotselaar (Belgien)[11]
- Skegness (Vereinigtes Königreich)[12]

## Kultur und Sehenswürdigkeiten

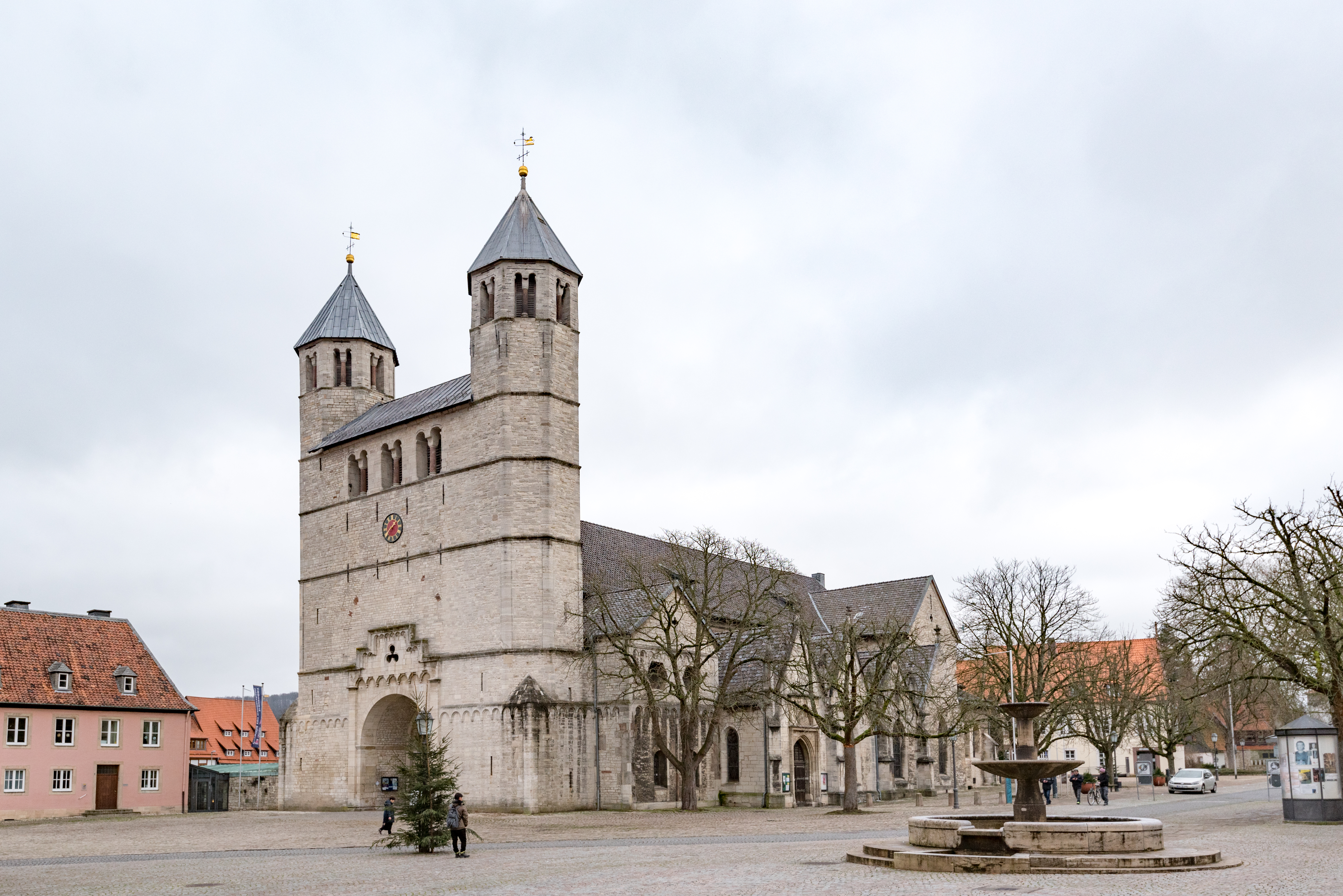
Stiftskirche St. Anastasius und St. Innocentius

### Bauwerke
- Romanische Kirche St. Anastasius und St. Innocentius des Stiftes Gandersheim (Erstweihe 881), obwohl keine Bischofskirche oft als Gandersheimer Dom bezeichnet. Das Westportal dient den Gandersheimer Domfestspielen als Kulisse.
- Georgskirche (älteste Pfarrkirche der Stadt)
- Historische Altstadt mit Fachwerkhaus Bracken von 1473
- Historisches Rathaus – Neubau nach Stadtbrand 1580 unter Einbeziehung der dabei zerstörten Moritzkirche im Stil der Renaissance (dat. 1583, 1589), Ratskeller, ehem. Ratswaage, Freitreppe, je zwei Halseisen und Lästersteine, Stadtwappen (s. o.), Leopardenwappen der Herzöge von Braunschweig als Vögte, Narrenmaske; Mitwirkung von Johann von Mehle (Edeler), unter dessen Leitung 1584/86 das Rathaus von Alfeld errichtet wurde.
- Abtei mit Kaisersaal, Elisabethbrunnen und Marienkapelle
- Ehemalige Burg der Braunschweiger Herzöge (jetzt Amtsgericht)
- Kloster Brunshausen
- Klosterkirche Clus

Bad Gandersheim liegt an der Deutschen Fachwerkstraße.

### Parks

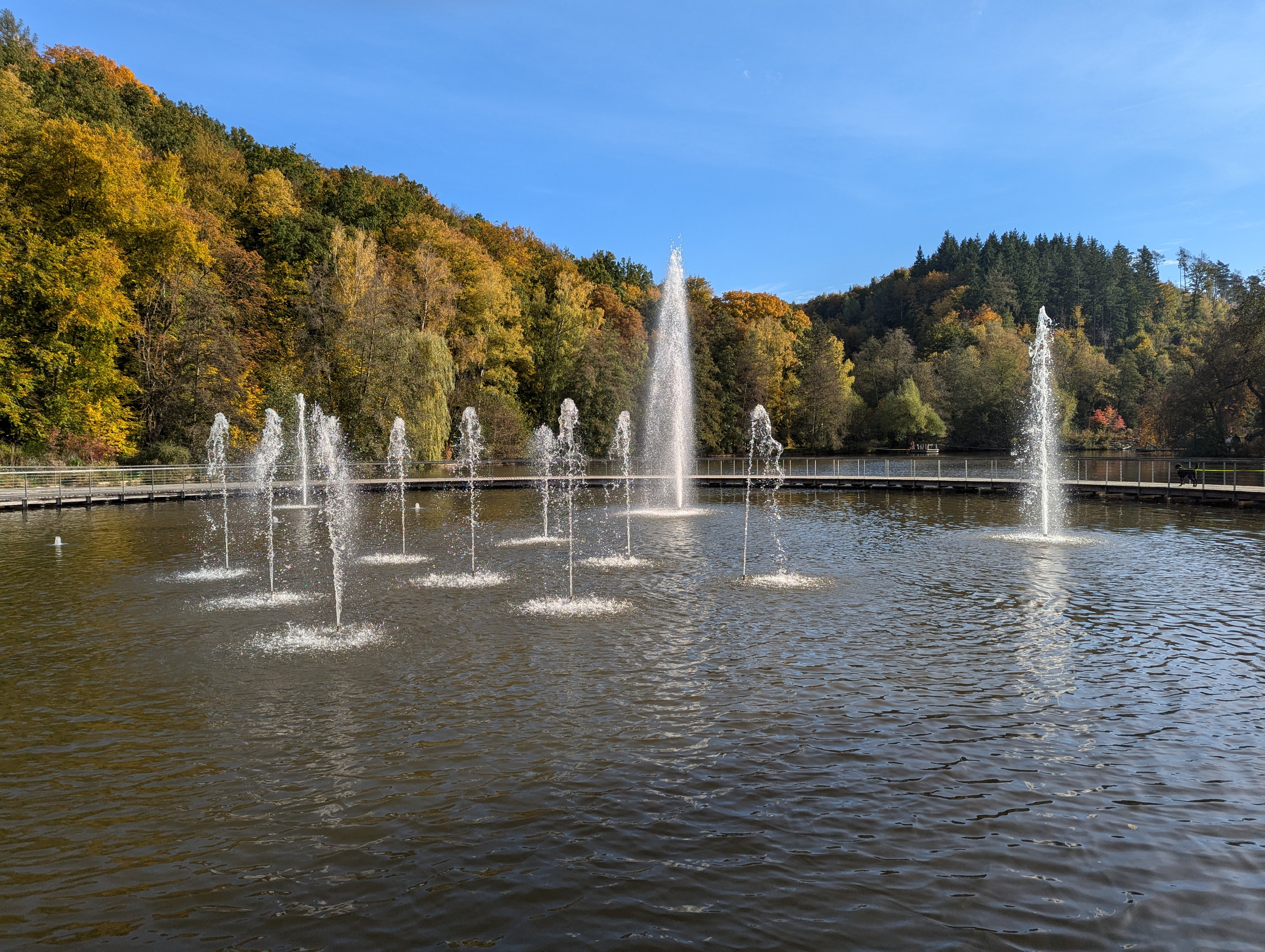
Fontänen im unteren Osterbergsee, links im Hintergrund Teile des Osterbergs (Oktober 2024)

- Mehrere Kurparks (unter anderem Bergkurpark und Seekurpark)
- Skulpturenweg Lamspringe–Bad Gandersheim, Rad- und Wanderweg zwischen Bad Gandersheim und Lamspringe

2023 war der Ort Ausrichter der Landesgartenschau Bad Gandersheim, die auf einem dreißig Hektar großen Gelände entlang der Flüsse Gande und Eterna sowie der Osterbergseen stattfand.

### Naturdenkmäler

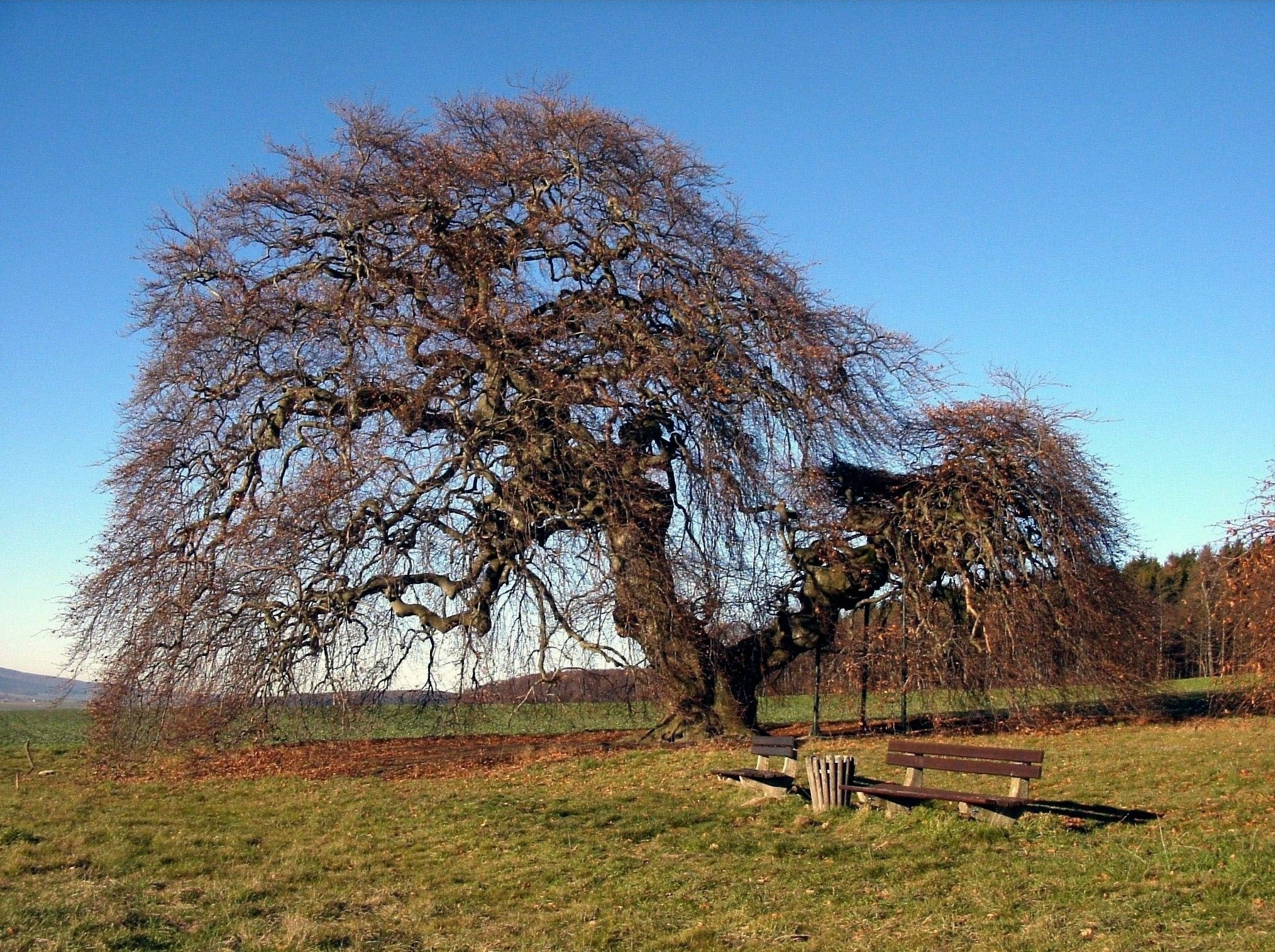
Naturdenkmal „Kopfbuche“

- Naturdenkmal Kopfbuche bei Gremsheim, größte Süntel-Buche der Welt, zirka 210 Jahre alt.
- Rebbel-Eiche bei der Domäne Clus mit einem Brusthöhenumfang von 6,58 m (2015).[14]
- Eiche bei der Domäne Clus mit einem Brusthöhenumfang von 6,50 m (2015).[15]

### Museum
- Portal zur Geschichte
- Stadtmuseum im Rathaus

### Regelmäßige Veranstaltungen
- Frühlingsfest
- Jährliche Verleihung des Roswitha-Preises
- Domfestspiele (Niedersachsens größtes Freilichttheater im Sommer vor der Stiftskirche)
- Theaterfest zu Beginn der Domfestspiele
- Internationale Gandersheimer Dommusiktage
- Altstadtfest (jährlich stattfindend am ersten Septemberwochenende)
- Bauernmarkt
- Mittsommernachtslauf
- Sektlauf
- Jährliches Outbreak (Ende April/Anfang Mai) im Glaubenszentrum Bad Gandersheim
- Weihnachtsmarkt

## Wirtschaft und Infrastruktur

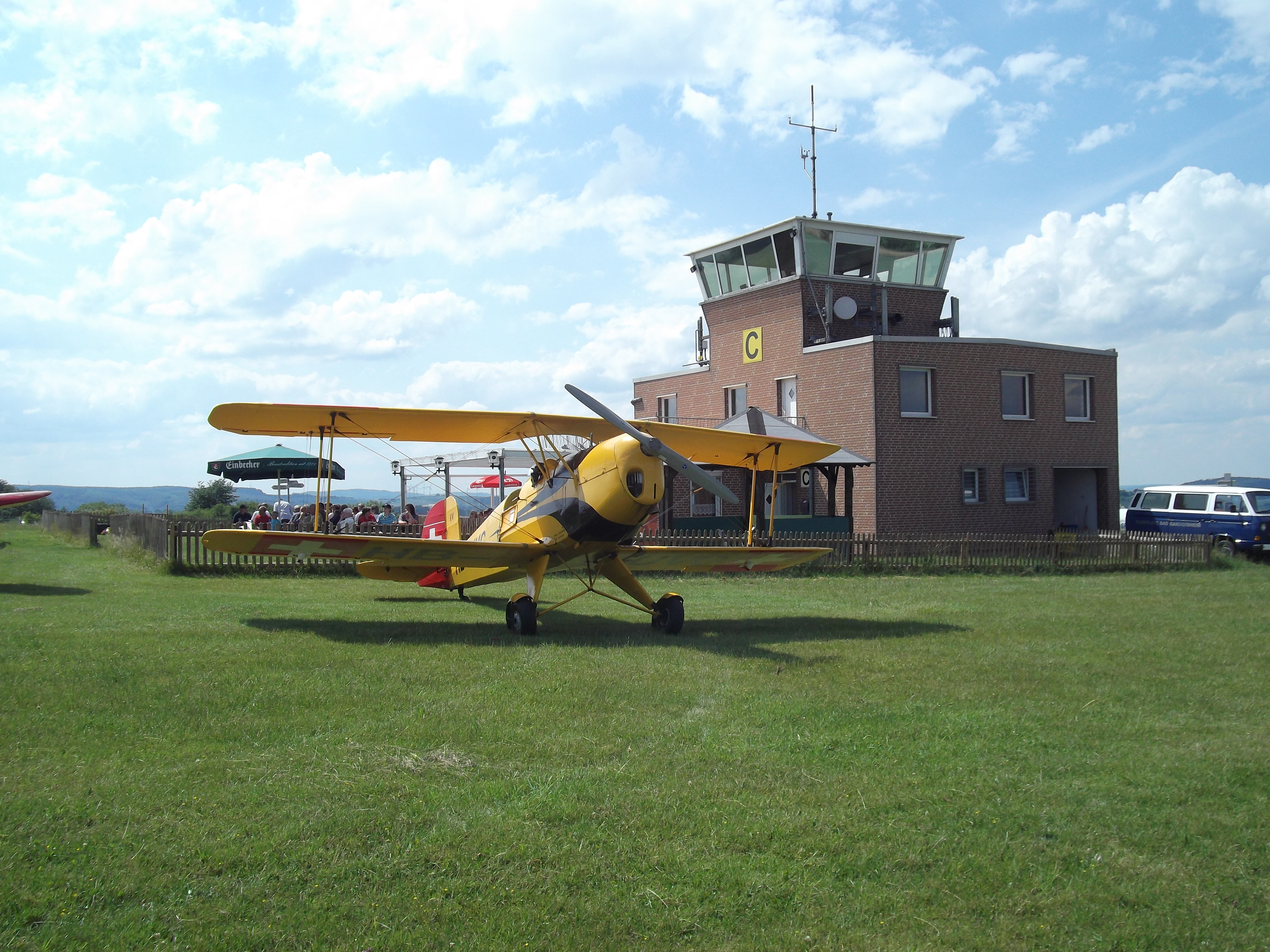
Flugplatz Bad Gandersheim

### Verkehr
- Die Stadt ist an die Bundesstraßen 64 und 445 angeschlossen. Hierdurch besteht direkter Anschluss an die A 7.
- Der Bahnhof Bad Gandersheim liegt an der Bahnstrecke Börßum–Kreiensen.
- Es gibt mehrere Überlandbuslinien aus der Stadt in das Umland.
- Der Europäische Fernwanderweg E11 führt durch das Stadtgebiet.
- Der Europaradweg R1 führt durch das Stadtgebiet.
- Der Flugplatz Bad Gandersheim befindet sich etwa zwei Kilometer südlich des Stadtzentrums auf einer Anhöhe, dem Kühler. Von hier aus hat man einen guten Ausblick über die Kurstadt. Er ist ein beliebtes Ausflugsziel und wichtiger Infrastrukturbestandteil der Wirtschaftskraft im Raum Südniedersachsen und im Harz.

### Ansässige Unternehmen
Die größten Unternehmen der Stadt sind: Auer-Lighting (ehemals: Schott AG) (Spezialglasprodukte), Loro-X-Rohr (verzinkte Metallrohre für Entwässerungssysteme), Baumüller (Kleinmotoren), Prahmann & Neidhardt (Fleisch- und Wurstwaren – Marke „Harzländer“), part AG (Investor und Immobilienprojektentwickler) sowie AEET Energy Group GmbH (Hersteller von Photovoltaikmodulen und Projektentwickler von Solarprojekten).
Als Kurort verfügt die Stadt über drei Kurkliniken mit fast 600 Betten (Paracelsus-Gruppe). Die Roswitha Klinik ist auf Psychosomatik spezialisiert, die Klinik an der Gande auf die Anschlussheilbehandlung (AHB) von orthopädischen Eingriffen sowie Bandscheibenvorfälle und Osteoporose, die Klinik am See behandelt schwerpunktmäßig Anschlussheilbehandlungen onkologischer Erkrankungen.
Weiterhin verfügt die Stadt über ein Krankenhaus der Grundversorgung (Helios Klinik) – unter anderem mit einer internistischen Station, chirurgischen Station, Gynäkologie, Geburtshilfe, Intensivstation mit sechs bis sieben Betten, Ambulanzen, OP, Computertomographie, Notarztstützpunkt und Standort einer Rettungswache mit je einem RTW, KTW und NEF. Vor allem die Abteilungen für Orthopädie und Geburtshilfe sind weit über die Stadtgrenzen hinaus bekannt.

### Medien
Für die Stadt Bad Gandersheim erscheint das Gandersheimer Kreisblatt. In dieser täglich (außer sonntags) erscheinenden Lokalzeitung wird auch über das Geschehen in den an das Stadtgebiet angrenzenden Gemeinden Kreiensen (seit 2013 Stadtteil von Einbeck) und Kalefeld berichtet.

### Öffentliche Einrichtungen
- Bürgerbüro
- Finanzamt. Hauptsitz, zuständig für Teile der Landkreise Northeim und Goslar (2004 erweitert)
- Niedersächsische Landesbehörde für Straßenbau und Verkehr, Geschäftsbereich Gandersheim (früher: Straßenbauamt). Zuständig für Teile Südniedersachsens; u. a. Landkreise Northeim und Göttingen sowie Autobahn A7 zwischen Hildesheim und Landesgrenze bei Hann. Münden
- Polizeikommissariat
- Amtsgericht Bad Gandersheim
- Feuerwehrtechnische Zentrale, eine von drei des Landkreises Northeim
- Freiwillige Feuerwehr Bad Gandersheim, organisiert als Schwerpunktfeuerwehr (150-jähriges Jubiläum 2008)
- Helios Klinik, Bad Gandersheim[16]
- Touristen-Information
- Sole-Waldschwimmbad
- Stadtbücherei
- Turner-Musik-Akademie e. V.

### Bildung
Bad Gandersheim verfügt über eine Grundschule mit zwei Außenstellen in den Ortsteilen Dankelsheim und Altgandersheim, über die Freie Schule Heckenbeck, über eine Oberschule, eine Förderschule mit dem Schwerpunkt Lernen und das Roswitha-Gymnasium.
Im August 1923 gründeten der jüdische Reformpädagoge Max Bondy und seine Frau Gertrud Bondy das Internat Schulgemeinde Gandersheim im Ort. 1929 zog die Einrichtung auf das Gut Marienau in der Gemeinde Dahlem um, wo sie bis heute als Landerziehungsheim Schule Marienau besteht.

## Persönlichkeiten

### Ehrenbürger
- Karl Stegemann, * 28. August 1803; † 4. August 1887, Justizrat, Obergerichtsadvokat und Notar, Bürgermeister von 1851 bis 1855
- Karl Stöter, * 25. Juni 1803; † 14. November 1881, Kirchenrat, Generalsuperintendent in Gandersheim
- Otto Orth, * 22. August 1826; † 6. März 1903, Oberamtsrichter in Gandersheim, Stadtverordnetenvorsteher
- Albrecht Wilke, * 10. Januar 1843; † 5. Oktober 1902, Professor, Gymnasialdirektor in Gandersheim
- Louis Ballin, * 3. November 1834; † 22. März 1918, Bankherr in Gandersheim, Stadtrat
- Friedrich von Ernst, * 8. Oktober 1850; † 24. Mai 1928, Oberstleutnant a. D., Bürgermeister der Stadt Gandersheim
- Friedrich Meiners, * 31. Oktober 1860; † 28. Februar 1933, Oberbauverwalter in Bad Gandersheim
- August Jürries, * 15. März 1880; † 26. Juli 1949, Zigarrenhersteller in Bad Gandersheim, Stadtverordneter, Stadtrat
- August Warmbold, * 26. Februar 1874; † 27. März 1960, Werkmeister, Stadtverordnetenvorsteher in Bad Gandersheim
- Heinrich Fritzel, * 20. Februar 1886; † 6. September 1954, Fabrikant in Bad Gandersheim
- Heinz Gerhardt, * 12. Mai 1905; † 21. Juli 1994, Generaldirektor der Alten Leipziger Versicherungsgruppe in Oberursel
- Albert Rohloff, * 29. Dezember 1896; † 11. März 1961, Oberkreisdirektor in Bad Gandersheim
- Rudolf Schütz, * 19. Oktober 1906; † 2. Oktober 2003, Direktor der Alten Leipziger Versicherungsgruppe, Frankfurt am Main
- Johannes Nissen, * 15. September 1881; † 3. Mai 1972, Photograph, Museumskustos in Bad Gandersheim
- Friedrich August Knost, * 21. September 1899; † 22. August 1982, Präsident des Niedersächsischen Verwaltungsbezirks Braunschweig
- Rudolf Cahn von Seelen, * 10. Dezember 1904; † 8. Juli 1992, Bürgermeister, dann Stadtdirektor in Bad Gandersheim
- Kurt Kronenberg, * 4. Februar 1905; † 7. Juli 1987, Pfarrer an der Stiftskirche in Bad Gandersheim, Heimathistoriker
- Willi Thiele, * 3. Oktober 1915; † 6. Februar 2000, Präsident des Niedersächsischen Verwaltungsbezirks Braunschweig
- Willi Muhs, * 22. Oktober 1910; † 19. April 1982, Landrat des Landkreises Gandersheim
- Hermann Cramme, * 21. August 1907; † 12. April 1983, Notar, Ratsherr, Bürgermeister der Stadt Bad Gandersheim
- Hans-Dieter Gottschalk, * 31. Mai 1932; † 6. Februar 2005, Bürgermeister, dann Stadt- und Kurdirektor von 1968 bis 1993
- Heinz Köhler, * 12. November 1919; † 3. Juni 2010, Tierarzt und Bürgermeister der Stadt Bad Gandersheim von 1974 bis 1986
- Uwe Schwarz, * 30. März 1957, Mitglied des Niedersächsischen Landtags von 1986 bis 2022 und Bürgermeister der Stadt von 1986 bis 1991 sowie von 1996 bis 2001

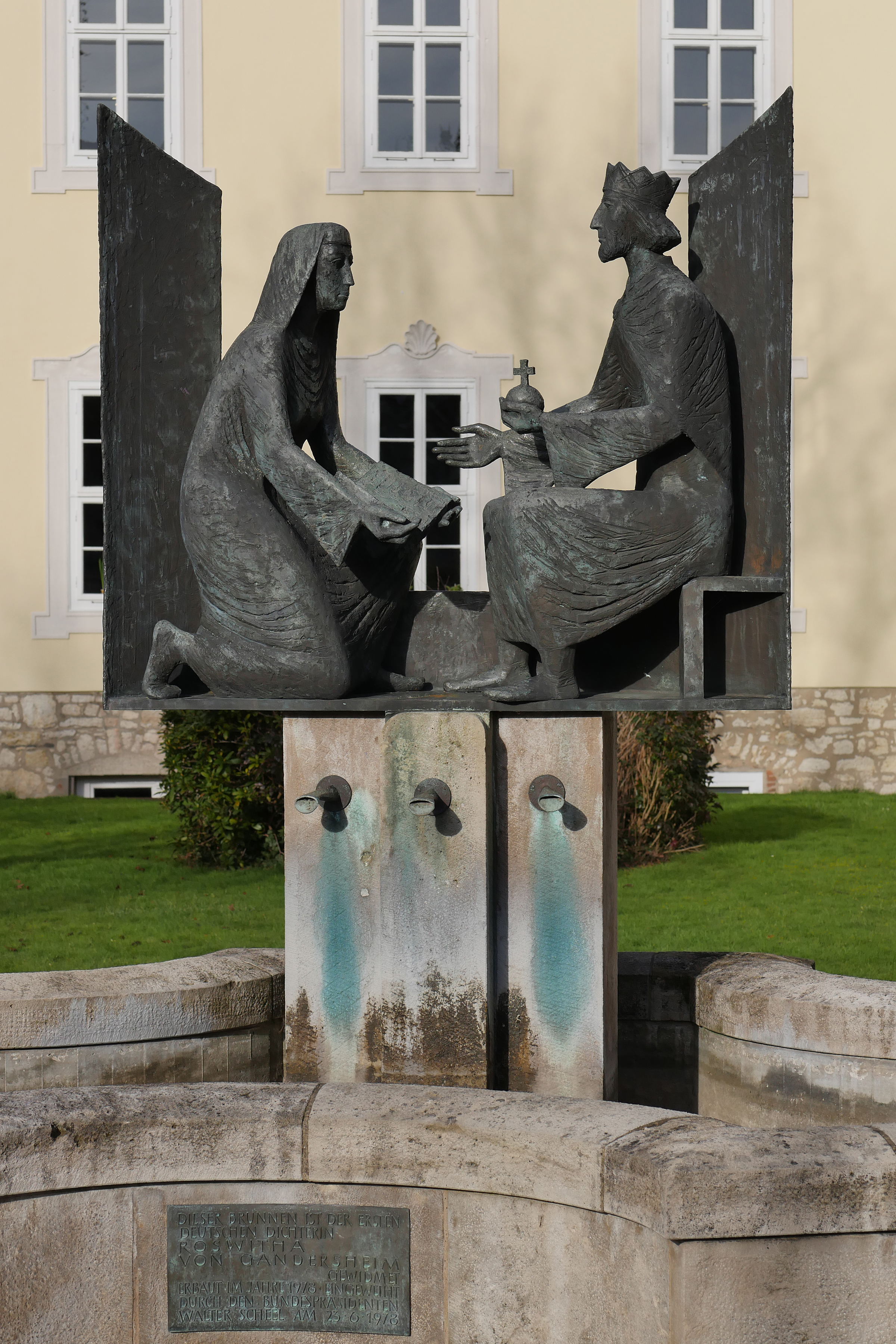
Denkmal Roswitha von Gandersheim

### Söhne und Töchter der Stadt
- Hrotsvit (um 935–nach 973), erste deutsche Dichterin
- Heinrich II. (951–995), Herzog von Bayern, Neffe Kaiser Ottos I.
- Johann Wenth (um 1495–1541), Superintendent in Hadersleben, Bischof von Ribe
- Michael Büttner (1599–1677), bedeutender Stiftssenior des Stiftes Gandersheim
- Johann Anastasius Freylinghausen (1670–1739), Theologe der pietistischen Halleschen Schule
- Johann Caspar Käse (1705–1756), Bildhauer
- Johann Friedrich Ludwig Günther (1773–1854), Rechtswissenschaftler, Richter und Politiker
- Hermann Günther (1811–1886), Pädagoge, Lehrer und Schulleiter
- Franz Stegmann (1831–1892), Architekturmaler der Düsseldorfer Schule
- August Schütte (1835–1894), Reichstags- und Landtagsabgeordneter
- Gustav Ahlborn (1837–1918), preußischer Generalleutnant
- Rudolph von Koch (1847–1923), Bankmanager, Vorsitzender des Aufsichtsrates der Deutschen Bank
- Wilhelm Kulemann (1851–1926), Reichstagsabgeordneter
- Adolf Quensen (1851–1911), Kirchenmaler des Historismus
- Robert Bohlmann (1854–1944), Apotheker und Waffensammler
- Julius Menadier (1854–1939), Numismatiker, Direktor des Münzkabinetts Berlin
- Hermann Heydenreich (1862–1937), Apotheker, Kaufmann und Stifter (geboren in Gremsheim)
- Adolf Brenneke (1875–1946), Historiker und Staatsarchivar
- Felix Ehrlich (1877–1942), Chemiker
- Wilhelm Keitel (1882–1946), Generalfeldmarschall
- Otto Röer (1881–1957), Landeshauptmann in Schleswig-Holstein
- Bodewin Keitel (1888–1953), General
- Aenne Heise (1895–1986), Fotografin
- Herbert Otto Gille (1897–1966), General der Waffen-SS
- Friedrich Steinhoff (1899–1983), Politiker, Bürgermeister von Helmstedt und Kreishandwerksmeister
- Wolfgang Liebe (1911–2005), Flugzeugingenieur, Aerodynamiker, Erfinder des Grenzschichtzaunes
- Hans-Theo Wrege (1934–2019), evangelischer Theologe
- Wolfgang Schöne (* 1940), Opern- und Konzertsänger
- Helmuth Schneider (* 1946), Althistoriker und Mitherausgeber des Neuen Pauly
- Michael Schmitz (* 1949), Agrarökonom
- Vera Gäde-Butzlaff (* 1954), Managerin
- Inge-Susann Römhild (* 1955), Kammermusikerin und Hochschulrektorin
- Matthias Wiebalck (* 1958), Schauspieler
- Karin Spelge (* 1961), Richterin am Bundesarbeitsgericht
- Ralf Busch (* 1963), Physiker und Hochschullehrer
- Hanna Schramm-Klein (* 1974), Wirtschaftswissenschaftlerin und Hochschullehrerin
- Tanja Lange (* 1975), Mathematikerin und Hochschullehrerin
- Reentko Dirks (* 1979), Musiker und Komponist